# Список країн за населенням в 1919 році
В списку наведено населення держав в 1919 році.
| Місце | Країна                         | Населення (приблизна оцінка на 1919 рік) |
| ----- | ------------------------------ | ---------------------------------------- |
| -     | Світ                           | 1 900 000 000                            |
| 1     | Республіка Китай               | 470 000 000                              |
| 2     | Британська Індія               | 300 000 000                              |
| 3     | США                            | 91 000 000                               |
| 4     | РФСР                           | 70 000 000                               |
| 5     | Веймарська республіка          | 65 000 000                               |
| 6     | Японська імперія               | 54 000 000                               |
| 7     | Голландська Ост-Індія          | 50 000 000                               |
| 8     | Велика Британія                | 42 000 000                               |
| 9     | Третя французька республіка    | 40 000 000                               |
| 10    | УНР                            | 39 000 000                               |
| 11    | Королівство Італія             | 37 000 000                               |
| 12    | Перша Австрійська Республіка   | 30 000 000                               |
| 13    | Бразилія                       | 29 000 000                               |
| 14    | Іспанія                        | 21 000 000                               |
| 15    | Мексика                        | 18 000 000                               |
| 16    | Османська імперія              | 14 629 000                               |
| ?     | Перша Чехословацька Республіка | 12 000 000                               |
| ?     | Королівство Югославія          | 11 000 000                               |
| ?     | Румунське королівство          | 8 000 000                                |
| ?     | БНР                            | 7 000 000                                |
| ?     | Угорська республіка            | 7 000 000                                |
| ?     | ТАРСР                          | 5 000 000                                |
| ?     | Кубанська Народна Республіка   | 3 500 000                                |
| ?     | Фінляндія                      | 3 100 000                                |
| ?     | Естонія                        | 1 000 000                                |
| ?     | Вільне місто Данциг            | 357 000                                  |